# کرنیا دل تری
کرنیا دل تری (به اسپانیایی: Cornellà del Terri) یک شهرستان در اسپانیا است که در خرنا واقع شده‌است.

## خصوصیات
کرنیا دل تری ۲۷٫۸ کیلومترمربع مساحت و ۲٬۲۳۳ نفر جمعیت دارد و ۹۶ متر بالاتر از سطح دریا واقع شده‌است.